# Emiljano Vila
Emiljano Vila (12 de Março de 1988) é um futebolista albanês que joga atualmente como meio campo, no clube de futebol albanês Dinamo Tirana e na Seleção Albanesa de Futebol.